# Souimanga de Seimund
Anthreptes seimundi
Espèce
Statut de conservation UICN

LC : Préoccupation mineure
Le Souimanga de Seimund (Anthreptes seimundi) est une espèce de passereaux de la famille des Nectariniidae.

## Répartition
Cet oiseau est répandu en Afrique équatoriale.

## Liste des sous-espèces
Selon la classification de référence du Congrès ornithologique international (14.2, 2024) :
- Anthreptes seimundi kruensis (Bannerman, 1911) — à l'ouest du Dahomey Gap
- Anthreptes seimundi seimundi (Ogilvie-Grant, 1908) — Bioko
- Anthreptes seimundi minor Bates, 1926 — à l'est du Dahomey Gap

## Systématique
Le nom valide complet (avec auteur) de ce taxon est Anthreptes seimundi (Ogilvie-Grant-Grant, 1908).
L'espèce a été initialement classée dans le genre Cinnyris sous le protonyme Cinnyris seimundi Ogilvie-Grant, 1908.
Ce taxon porte en français les noms vernaculaires ou normalisés suivants : Souimanga de Seimund, Nectarin de Seimund,.